# Засядько Олександр Федорович
Олекса́ндр Фе́дорович Зася́дько (25 серпня (7 вересня) 1910 , Горлівка, Катеринославська губернія  — 5 вересня 1963 , Москва ) — радянський державний діяч. Герой Соціалістичної Праці (26.04.1957). Депутат Верховної Ради СРСР 2-го і 4—6-го скликань. Депутат Верховної Ради РРФСР 5-го скликання. Член ЦК КП(б)У в 1940—1949 роках. Член ЦК КПРС у 1952—1956 і в 1961—1963 роках.

## Біографія
Народився 25 серпня (7 вересня) 1910 року в родині шахтаря в селищі Горлівка, тепер місто Горлівка, Донецька область, Україна. З 1924 року — учень слюсаря, слюсар паровозоремонтних майстерень Ізюмського вагоно-паровозобудівного заводу.
З 1925 по 1927 рік навчався в Ізюмській індустріальній школі на Харківщині.
У 1927—1928 роках — слюсар на будівництві коксового заводу, слюсар шахти № 8 в місті Горлівці. У 1928—1929 роках — пропагандист районного комітету ЛКСМУ в місті Горлівці. У 1929—1930 роках — слюсар-монтер шахти імені ОДПУ комбінату «Ростоввугілля» в місті Новошахтинську.
У 1930—1935 роках — студент Донецького гірничого (індустріального) інституту.
Член ВКП(б) з 1931 року.
У 1935—1939 роках — головний механік, помічник головного інженера, головний інженер, завідувач шахти № 10-біс тресту «Сніжнеантрацит» Сніжнянського району Донбасу.
У 1939 році — заступник начальника Головного управління вугільної промисловості Донбасу і Кавказу Народного комісаріату паливної промисловості СРСР. З жовтня 1939 року — начальник Головного управління сланцевої промисловості («Головсланцю») Народного комісаріату вугільної промисловості СРСР.
У 1939—1941 роках — начальник комбінату «Сталінвугілля» Сталінської області.
У 1941—1942 роках — начальник комбінату «Молотоввугілля» Молотовської (Пермської) області РРФСР.
У 1942—1943 роках — начальник комбінату «Тулавугілля» Тульської області РРФСР.
З 25 квітня 1943 року — заступник народного комісара вугільної промисловості СРСР. У 1943 році — заступник начальника Головвугілля Донбасу Народного комісаріату вугільної промисловості СРСР.
У вересні 1943—1945 роках — начальник комбінату «Сталінвугілля» Сталінської області.
У 1945—1946 роках — начальник Головвугілля Донбасу Народного комісаріату вугільної промисловості СРСР.
У 1946—1947 роках — заступник народного комісара (міністра) будівництва паливних підприємств СРСР.
З 17 січня 1947 по 28 грудня 1948 року — міністр вугільної промисловості західних районів СРСР.
28 грудня 1948 — 2 березня 1955 року — міністр вугільної промисловості СРСР.
З березня 1955 року — заступник міністра вугільної промисловості СРСР.
У 1955—1956 роках — начальник комбінату «Челябінськвугілля» Челябінської області РРФСР.
8 серпня 1956 — 31 травня 1957 року — міністр вугільної промисловості Української РСР.
24 травня 1957 — січень 1958 року — начальник відділу вугільної, торф'яної, сланцевої промисловості Держплану СРСР — міністр СРСР. У січні — 31 березня 1958 року — заступник голови Держплану СРСР — міністр СРСР.
31 березня 1958 — 9 листопада 1962 року — заступник голови Ради Міністрів СРСР. Одночасно, 22 квітня 1960 — 9 листопада 1962 року — голова Державної науково-економічної ради Ради Міністрів СРСР.
9 листопада 1962 року за станом здоров'я вийшов на пенсію. Похований у Москві на Новодівочому цвинтарі.

## Нагороди та вшанування
- Герой Соціалістичної Праці (26.04.1957)
- п'ять орденів Леніна (17.02.1939, 20.10.1943, 1.01.1948, 26.04.1957, 6.09.1960)
- орден Трудового Червоного Прапора (29.08.1953)
- медаль «За трудову доблесть» (4.09.1948)
- медалі

Ім'я Олександра Засядька носить одна з шахт, а також проспект у Донецьку.
25 листопада 2022 року в смт Красне вулицю Засядька було перейменовано на вулицю Василя Кука.